# Companheiro (canção)
"Companheiro" é o single de estreia do grupo de música pop brasileira Dominó. Lançado em 1985, integra a lista de faixas do álbum autointitulado lançado no mesmo ano, sob o selo das gravadoras Discos CBS e Epic.
Trata-se de uma versão da música "Camarero", popular na voz do cantor espanhol Enrique del Pozo, cuja versão em português foi feita por Edgard Poças.
As gravações ocorreram sob a orientação de dois produtores: Oscar Gomez ( cubano erradicado na Espanha que produziria discos do grupo por muitos anos. Ele fez a base e os arranjos da faixa.) e Marcos Maynard. A música saiu em duas versões, uma cujos arranjos foram feitos por Gomez (a versão do álbum) e outra que foi feita pelo produtor carioca Mauro Motta, direcionada às rádios.
Em entrevista a rádio Novabrasil FM Brasília, o cantor Afonso Nigro revelou que após a música ficar pronta, e alguns exemplares do compacto terem sido prensados, os representantes da gravadora acharam que o sotaque das vozes do quarteto estava "bastante paulista" e disseram que eles teriam de regravá-la.
A sessão de fotos da capa do compacto simples foi feita em um estúdio localizado na Rua Turiaçu, em São Paulo.
O videoclipe da canção foi filmado em Niterói e a direção coube a Paulo Netto. Sua primeira exibição ocorreu no programa Fantástico da TV Globo. Outros programas na qual a canção foi promovida incluem: o Balão Mágico, Chegada do Papai Noel, e o Cassino do Chacrinha onde receberam seu primeiro disco de ouro.
A reação dos críticos e da imprensa brasileira foi favorável. O jornal Luta Democrática apontou a faixa como a melhor do álbum de estreia. O jornal O Poti escreveu que a música tinha um "ritmo instigante aliado a uma letra alegre e convidativa".
Comercialmente, tornou-se um êxito de imediato. De acordo com o jornal Diário da Manhã, no primeiro dia de lançamento, foi executada mais de 120 vezes entre Rio de Janeiro e São Paulo, mantendo uma média de 70 execuções diárias nessas duas localidades. Em 30 de julho de 1985, o jornalista Efê Pinto, do jornal Luta Democrática, afirmou em sua coluna que a música estava entre as 5 mais tocadas nas rádios de todo o Brasil.
Com o sucesso da música, o grupo ganhou um especial de uma hora de duração no SBT, intitulado Companheiro, que incluiu entrevistas, dados biográficos e performances de "Companheiro" e outras canções do disco de 1985.

## Lista de faixas
- Créditos adaptados dos singles de Companheiro.[1][2]

### Single 7"
Lado A
| N.º | Título        | Compositor(es)                                                      | Duração |  |
| 1.  | "Companheiro" | Loris Ceroni, N. Lelli, Enrique Del Pozo, versão de Edgard B. Poças |         |  |

Lado B
| N.º | Título             | Compositor(es)                                           | Duração |  |
| 1.  | "A Moto (La Moto)" | M. D. Martinez, J. M. Mestres, versão de Ronaldo Boscoli |         |  |

### Single 12"
Lado A
| N.º | Título                   | Compositor(es)                                                      | Duração |  |
| 1.  | "Companheiro (Camareno)" | Loris Ceroni, N. Lelli, Enrique Del Pozo, versão de Edgard B. Poças | 3:33    |  |

Lado B
| N.º | Título                   | Compositor(es)                                                      | Duração |  |
| 1.  | "Companheiro (Camareno)" | Loris Ceroni, N. Lelli, Enrique Del Pozo, versão de Edgard B. Poças | 3:33    |  |